# Alexia
Alexia ist ein weiblicher Vorname und entspricht dem männlichen Vornamen Alexis. 

## Namensträgerinnen
- Alexia Adler (1864–1929), deutsche Ordensschwester und Generaloberin des Ordens der Barmherzigen Schwestern vom hl. Vinzenz von Paul
- Alexia Barlier (* 1982), französische Schauspielerin
- Alexia Fast (* 1992), kanadische Schauspielerin
- Alexia Fürnkranz-Prskawetz (* 1966), österreichische Professorin für Mathematische Ökonomie
- Alexia von Griechenland (* 1965), dänische Prinzessin
- Alexia Hauf (* 1998), deutsche Handballspielerin
- Alexia Manombe-Ncube (* 1964), namibische Politikerin
- Alexia von Oranien-Nassau (* 2005), Tochter von Willem-Alexander von Oranien-Nassau und Máxima Zorreguieta
- Alexia (Sängerin) (* 1967), italienische Eurodance-Sängerin
- Alexia Paganini (* 2001), schweizerisch-amerikanische Eiskunstläuferin
- Alexia Putellas (* 1994), spanische Fußballspielerin
- Alexia Richard (* 1996), französische Beachvolleyball-Spielerin
- Alexia Sedykh (* 1993), französische Hammerwerferin
- Alexia Vassiliou (* 1964), zyprische Jazz- und Popsängerin
- Lucile Grahn (1819–1907), dänische Tänzerin und Ballerina